# Ken Carson
Ken – lalka z zestawu Barbie wyprodukowana przez amerykańską firmę Mattel. Ken i Barbie to dwie główne lalki z tego zestawu, i są uznawane za dwie najpopularniejsze lalki na świecie.
Według wymyślonej biografii Barbie, Ken jest jej przystojnym narzeczonym. Choć Ken Carson nie cieszy się tak dużą popularnością jak jego dziewczyna, jest niezastąpionym elementem jej świata i tak jak ona pojawiał się w wielu wersjach (m.in. model, piosenkarz, dżokej, pan młody lub kierowca F1). 
Bardzo wielu znanych sportowców, aktorów, piosenkarzy i innych sławnych osobistości doczekało się tzw. „własnych kenów”, czyli lalek, które z wyglądu zewnętrznego bardzo przypominają daną osobę. Czasem lalka ma w zestawie najbardziej charakterystyczne elementy, które kojarzą się z jej żywym odpowiednikiem.